# Corcubión (kommunhuvudort)
Corcubión är en kommunhuvudort i Spanien.   Den ligger i provinsen Provincia da Coruña och regionen Galicien, i den nordvästra delen av landet, 500 km nordväst om huvudstaden Madrid. Corcubión ligger 14 meter över havet och antalet invånare är 1 941.
Terrängen runt Corcubión är huvudsakligen kuperad, men söderut är den platt. Havet är nära Corcubión åt sydväst.  Närmaste större samhälle är Cee, 1,2 km norr om Corcubión. 